# Bandera de l'orgull de l'os
La bandera de l'orgull de l'os va ser dissenyada per representar la subcultura de l'os dins de la comunitat LGTBI. Els colors de la bandera representen els de les pells de les diferents espècies d'ossos de tot el món, no necessàriament referits a la pel humana o als colors de cabell: marró fosc, taronja/rovell, groc daurat, bronzejat, blanc, gris, i negre. Aquesta cultura celebra característiques sexuals secundàries, com el pèl corporal o facial, considerades trets típicament «ossos».

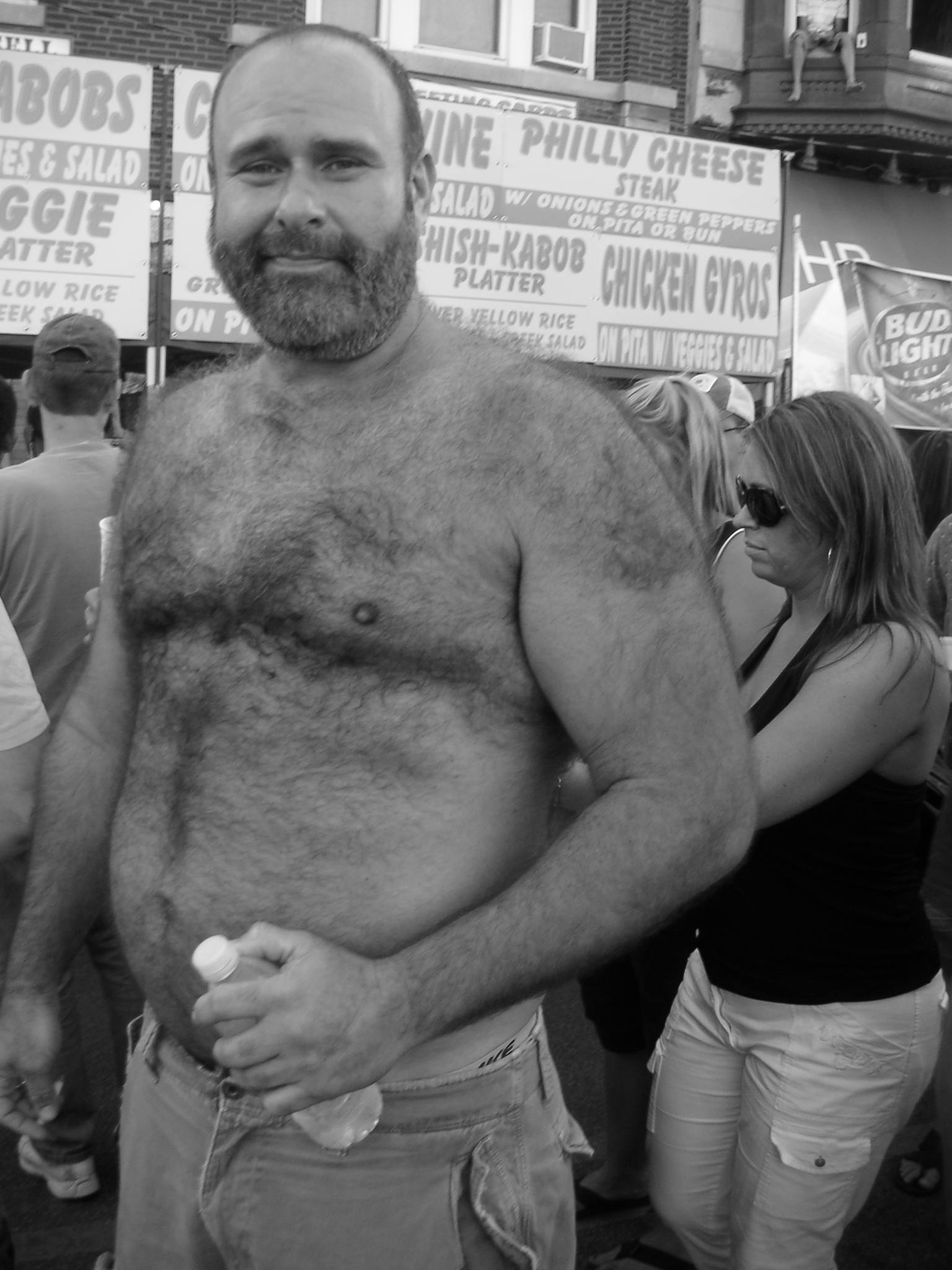
Es considera ossos als homes peluts i corpulents

Craig Byrne va crear la bandera d'orgull os l'any 1995. Al treball de final de carrera, Byrnes, que era estudiant de psicologia, tractà sobre la cultura de l'os (en anglès, «bear»), amb la qual havia tingut experiència de primera mà. Va pensar que seria convenient dissenyar una bandera que representés millor a la comunitat ossa i incloure-la amb els resultats de la seva investigació. El juliol de 1995 guanyà el reconeixement en la categoria de 3x5 polzades als esdeveniments del «Bears of Summer» de Chesapeake Bay. El disseny guanyador (versió creada per Paul Witzkoske) consisteix en un camp de ratlles horitzontals simples amb una impressió de la pota a la cantonada superior esquerra: un disseny familiar per a qualsevol persona que hagi vist la bandera de l'orgull de la cultura del cuir. Els colors representen els colors de les pells i les nacionalitats dels ossos a tot el món i la bandera es va dissenyar pensant en la inclusió. És una marca registrada.

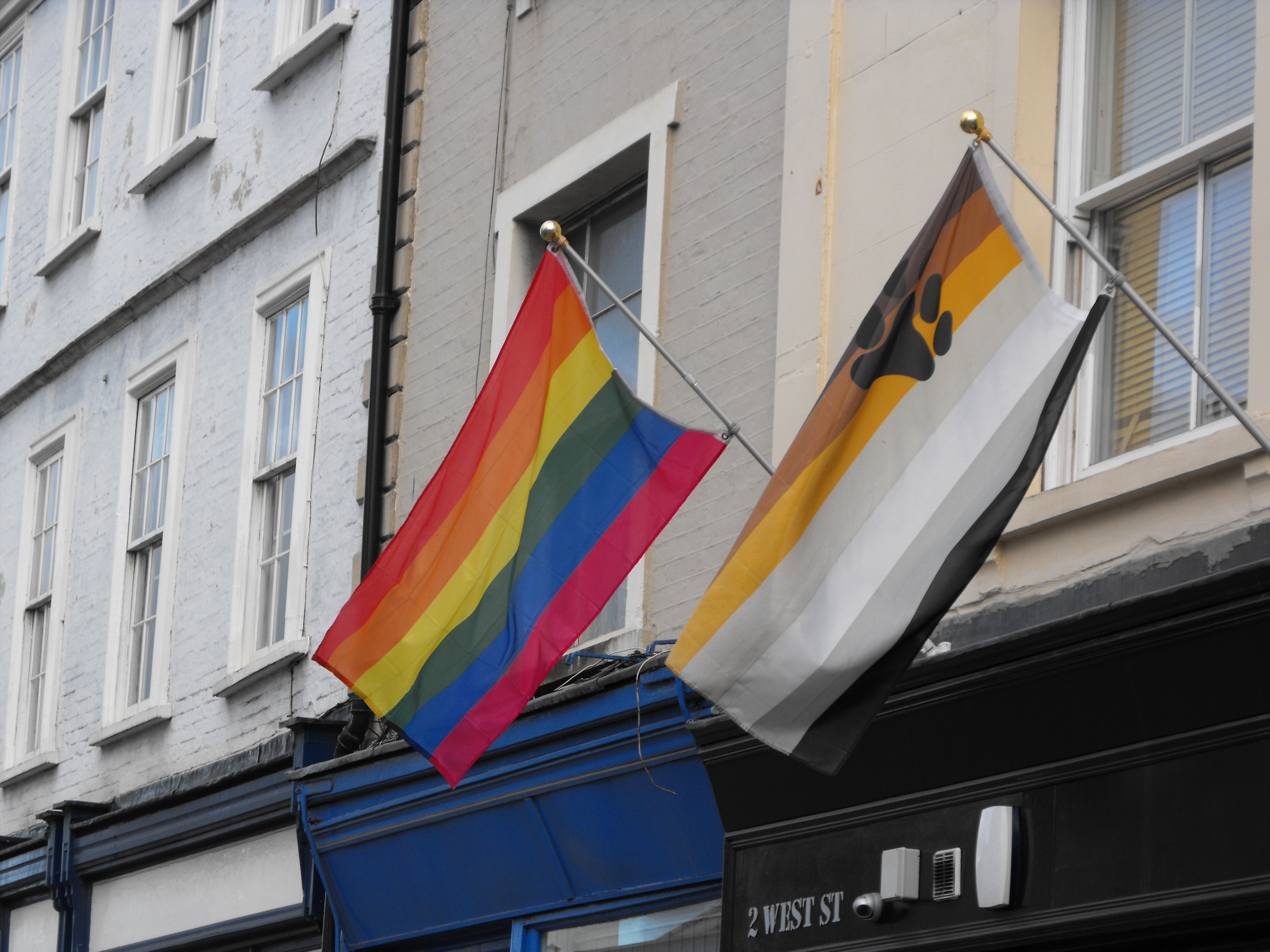
La bandera bear onejant al costat de la bandera LGTB
Una versió de la bandera australiana amb la petjada de l'os, representant la comunitat bear.